# Cheilanthes pteridioides
Espèce
Cheilanthes pteridioides, le Cheilanthès de Madère, est une espèce de fougères de la famille des Pteridaceae et du genre Cheilanthes.

## Description
Cheilanthes pteridioides possède des feuilles de 5 à 20 cm, vert sombre, à long pétiole brun-rouge portant des écailles membraneuses espacées. Le limbe est en triangle allongé, à face inférieure glabre ou presque. Sores ± arrondis, disposés à l'extrémité des nervures et ± recouverts par la marge foliaire.

## Habitat
C'est une espèce présente dans la région méditerranéenne du Portugal à l'Italie, mais également aux Açores, à Madère, dans les îles Canaries, en Corse, en Sardaigne et en Sicile
Elle est également présente en Algérie et au Maroc, où elle pousse dans les fissures des rochers :
- au Sahara septentrional, dans la région prédésertique : Anti-Atlas, Atlas saharien, Bou-Saada,
- et dans le Sahara central, dans le Hoggar et le Tibesti.

## Statut
Elle est protégée en Algérie.

## Synonymes
Cette liste de synonymes est extraite de la Base de données des plantes d'Afrique (BDPA) (4 juin 2013).
- Polypodium pteridioides Reichard (1905)
- Nigripteris quezelii Tardieu
- Cheilanthes pteridioides var. maderensis (Lowe) Braun-Blanq. & Maire
- Cheilanthes maderensis Lowe
- Negripteris quezelii Tardieu ex Quézel (1958)